# Dimitrije Ljotić
Dimitrije Ljotić (srbsko Димитрије Љотић), srbski politik in pravnik, * 12. avgust, 1891, Beograd, † 23. april, 1945, Dobravlje pri Ajdovščini.
Bil je odvetnik v Smederevu. Bil je dvorski zaupnik in leta 1931 pravosodni minister. Leta 1935 je ustanovil Jugoslovansko nacionalno gibanje Zbor in mu tudi predsedoval. S kandidatno listo Zbora je nastopil tako na skupščinskih volitvah leta 1935 kot tudi na tistih leta 1938 - obakrat neuspešno, saj z njo ni uspel doseči volilnega praga.
Poleti 1941 je svoje pristaše organiziral v Srbski prostovoljski ("dobrovoljski") korpus, ki je sodeloval pri nasilnih ukrepih proti srbskemu prebivalstvu. Pred osvoboditvijo Beograda leta 1944 se je s pristaši umaknil v zahodno Slovenijo oz. na Primorsko, od tod pa tik pred koncem vojne proti Italiji, pri čemer se je konec aprila med vožnjo z avtomobilom po Vipavski dolini pri kraju Dobravlje smrtno ponesrečil. Pokopan je v Šempetru pri Gorici.